# Brasilionata
Brasilionata é um gênero de aranhas brasileiras descrito pela primeira vez por Wunderlich em 1995. É representado por uma única espécie, B. arborense. As características definidoras deste gênero incluem um padrão de cor homogêneo na parte posterior do abdômen, cerdas na prega cimbial do mesmo tamanho que outras cerdas e um espaço entre os olhos medianos anteriores. Apenas dois espécimes foram identificados, um em 1995 e outro em 2015.